# Tockus ruahae
Tockus ruahae là một loài chim trong họ Bucerotidae.